# 山住神社
山住神社（やまずみじんじゃ）は、静岡県浜松市天竜区水窪町山住山に鎮座する神社である。旧社格は県社。
日本総鎮守とも言われる大山祇神社の御祭神、大山祇神の御分霊を祀る。県境を越えて近隣地域から参拝者がある。

## 概要
主祭神は大山積命などであるが、この地域にあった山犬信仰の神社であり、狛犬も山犬となっている。社家の山住氏は青崩峠に鎮座する足神神社の社家守屋氏の分家で、江戸時代に守屋から山住に変更した。
言い伝えで「徳川家康が武田軍と戦いで敗走し山住に逃げ込んだ際に、山犬が一斉に吠えて武田軍を追い払った。これに感謝した家康は山住神社に剣二振を納めた」と言われている。このためか神紋は葵の御紋。明治から太平洋戦争の頃までは浜松県などの県社であった。
境内入ってすぐに樹齢約1300年の杉の大木が2本あり、静岡県の天然記念物に指定されている。

## 周辺
山住神社は、秋葉神社から水窪ダムへ至る尾根道である天竜スーパー林道と、水窪町市街から水窪町山住・門桁及び春野町へ至る峠道である県道389号線（水窪森線）との交点、山住峠にある。山深い場所で、周辺には門前に茶屋が1件ある以外は、駐車場とトイレがあるのみで他の人家もなくひっそりとしており、至近の集落である門桁とも距離3 km、標高差600 mある。しかしサイクリングやツーリングする人にとっては、周辺では貴重な休憩・食事・補給スポットとして知られている。
なお公衆トイレは境内にはなく、神社正面から見て山住峠の対面側を少し下ったところにあるが、約100 m離れていることと峠の頂点からは見えない上に案内もないことから、かなりわかりにくい。
少し離れた場所に展望台や家老平公園もあり、都市部から近い割に光害の影響が少ない天体観測スポットとして知られている。

## 由来
- 709年（和銅2年）、伊予国越智郡大山祇神社より分霊、祭られたもので、当時、山住大権現と称号された。
- 717年（養老元年）、人皇四十四代元正天皇が勅願されたという由緒がある。
- 860年（貞観2年）1月27日、遠江国正五位下・芽原河内神神従四位下を授けられ、勅使を2回下向されたと伝えられている。延喜年中代（927年完成）にも、芽原河内神社として挙げられている。
- 1514年（永正10年）6月7日、奥山郷葛郷（久頭合）高根城主、奥山大膳亮が武運長久を祈願して神社を造営した。
- 1572年（元亀3年）、徳川家康が三方ヶ原の戦いの前に武運長久を祈願。その後、刀剣二振を奉納した。
- 1636年（寛永13年）、本殿並びに、神主居宅等建物数、三十八個造営した。
- 1649年（慶安2年）8月17日、徳川幕府より累世御朱印を拝領す。
- 1733年（享保18年）3月16日、落雷があり、本社・幣殿から附属宝蔵に至るまで焼失した。
- 1744年（延享元年）、徳川吉宗の時代、大宮司山住大膳亮と禰宜高木三郎大夫が江戸表へ直参し御普請御免勧化の許可を得て、本社・幣殿・拝殿・勅使殿・神供所・神宝蔵を造営した。
- 1872年（明治5年）、浜松県より県社に指定され、同時に山住神社と改称した。
- 1879年（明治12年）4月30日、改築の許可を得て、1883年（明治16年）7月22日、本社・幣殿・拝殿・神饌所・社務所を改築。
- 1881年（明治14年）1月、二品・大勲位小松宮彰仁親王御真筆による神名の扁額一個を贈られる。
- 1902年（明治35年）12月15日、許可を得て神饌所・社務所一棟を造営した。
- 1907年（明治40年）6月21日、神饌幣帛料供進社に指定される。
- 1920年（大正9年）9月27日、許可を得て、1921年（大正10年）11月15日、社司山住重次のとき、本社・幣殿の屋根を銅板に葺替した。
- 1923年（大正12年）11月10日、拝殿の屋根を銅板に葺替した。

## 宝物
- 剣四振（徳川家康奉納の剣含め）
- 御鏡二面
- 日本書紀三十巻
- 小松宮彰仁親王御真筆の扁額